# Horn Lake
Horn Lake is een plaats (city) in de Amerikaanse staat Mississippi, en valt bestuurlijk gezien onder DeSoto County.

## Demografie
Bij de volkstelling in 2000 werd het aantal inwoners vastgesteld op 14.099.
In 2006 is het aantal inwoners door het United States Census Bureau geschat op 22.763, een stijging van 8664 (61,5%).

## Geografie
Volgens het United States Census Bureau beslaat de plaats een oppervlakte van
18,8 km², geheel bestaande uit land. Horn Lake ligt op ongeveer 86 m boven zeeniveau.

## Plaatsen in de nabije omgeving
De onderstaande figuur toont nabijgelegen plaatsen in een straal van 20 km rond Horn Lake.